# Ракитня (приток Оки)
Ракитня — река в Троснянском и Кромской районах Орловской области. Исток реки расположен на западной окраине деревни Ломовец, на отметке высоты 202, течёт в восточном направлении, впадает в реку Ока у деревни Семенково, в 1459 км по левому берегу, на высоте 164 м. Длина реки составляет 26 км, площадь водосборного бассейна — 242 км².

## Данные водного реестра
По данным государственного водного реестра России относится к Окскому бассейновому округу, водохозяйственный участок реки — Ока от истока до города Орёл, речной подбассейн реки — бассейны притоков Оки до впадения Мокши. Речной бассейн реки — Ока.
По данным геоинформационной системы водохозяйственного районирования территории РФ, подготовленной Федеральным агентством водных ресурсов.

### Притоки
(указано расстояние от устья)
- 7,7 км: река Гостомка (лв)
- Тросенка (пр)